# Kronduvor
Kronduvor (Goura) är ett släkte inom familjen duvor och vars arter alla lever på Nya Guinea och lokalt angränsande öar. Släktet omfattar idag fyra arter:
- Blå kronduva (Goura cristata)
- Vattenkronduva (Goura sclateri)
- Större kronduva (Goura scheepmakeri)
- Solfjäderskronduva (Goura victoria)